# 235 î.Hr.

## Evenimente
- Se termină domnia regelui indian Asoka (273–235 î.Hr).

## Nașteri
- Scipio Africanul, general și politician roman (d. 183 î.Hr.)